# На вес золота (фильм)
«На вес золота» — советский драматический фильм 1983 года, снятый Евгением Шерстобитовым на Киевской киностудии им. А. П. Довженко.
Премьера состоялась 9 апреля 1984 года. Фильм посмотрели 6,9 млн зрителей.

## Сюжет
Марко Завгородний, бывший участник Гражданской войны, получает новое назначение от Михаила Васильевича Фрунзе — он становится главкомом соли и отправляется на Сивашские соляные промыслы. Здесь он сталкивается с сопротивлением кулаков и остатками белых под командованием Лохматовского. Вскоре Лохматовский решает напасть на комиссаров, но отряд Завгороднего одерживает победу в короткой перестрелке. Таким образом, Марко и его товарищи смогли восстановить работу на соляных промыслах и одержать победу над врагами.

## Роли исполняют
- Роман Хомятов — Михаил Васильевич Фрунзе
- Иван Гаврилюк — Марко Завгородний
- Наталия Красноярская — Марфа
- Андрей Подубинский — Лохматовский
- Анатолий Юрченко — Чудненко
- Николай Гаврилов — начальник станции
- Наталья Волчек — Яринка
- Игорь Бородин — Антипка
- Виктор Степаненко — Карпюк
- Артур Нищёнкин — Молибога
- Николай Олейник — Хмурый
- Георгий Дворников — Гиря
- Галина Самохина — Дарья
- Валерий Панарин — Дорошенко

### В эпизодах
- Владимир Костюк — боец
- Сергей Гаврилюк — боец
- Юрий Мысенков — Давыдов
- Владислав Пупков — Швандя
- А. Малышев
- Анатолий Соколовский — адъютант Фрунзе
- Александр Чернявский
- Валентин Грудинин — биндюжник
- Николай Гудзь — биндюжник
- Валерий Свищёв — биндюжник
- Александр Толстых — куркуль
- Константин Артеменко — куркуль
- Осип Найдук
- Владимир Кисленко — железнодорожник
- Ирбек Персаев
- Иван Матвеев — Петрович
- Сергей Свечников
- Вячеслав Дубинин
- Анатолий Грошевой
- Виктор Андриенко

В съёмках фильма принимали участие работники солевого промысла «Соляное» Ленинского района, Крымской области.

## Съёмочная группа
- Автор сценария: Анатолий Славута-Логвиненко
- Режиссёр-постановщик: Евгений Шерстобитов
- Операторы-постановщики: Михаил Чёрный, Александр Чёрный
- Художник-постановщик: Валерий Новаков
- Композитор: Михаил Бойко
- Звукооператор: Анатолий Чернооченко
- Режиссёр: Ж. Чайка
- Операторы: В. Пономарев, М. Сергиенко
- Художник-декоратор А. Зарецкий
- Художник по костюмам: Л. Соколовская
- Художник-гримёр: Г. Тышлек
- Монтажёр: А. Голубенко
- Ассистенты режиссёра: В. Капитоненко, И. Широкий
- Оператор комбинированных съёмок: П. Король
- Мастера света: В. Коренский, Н. Чернышенко
- Художник-пиротехник: В. Вороной
- Консультанты: А. Ярошенко, В. Ермаков
- Редактор: А. Шевченко
- Административная группа: И. Мироненко, З. Африн, В. Семикопный
- Директор картины: Илья Фидман
- Государственный симфонический оркестр УССР:
  - Дирижёр: Фёдор Глущенко

## Реальная основа
В фильме был использован исторический факт восстановления Сивашских соляных промыслов в 1921 году.